# بوريسلاف توبيك
بوريسلاف توبيك هو لاعب كرة قدم بوسني في مركز الدفاع، ولد في 22 مايو 1984 في برييدور في البوسنة والهرسك. لعب مع نادي تارغو موريش ونادي نوم كاليو.

## وصلات خارجية
- بوريسلاف توبيك على موقع الاتحاد الأوربي (الإنجليزية)
- بوريسلاف توبيك على موقع قاعدة بيانات كرة القدم.إي يو (الإنجليزية)
- بوريسلاف توبيك على موقع Soccerway.com (الإنجليزية)